# Томас Робинсън (баскетболист)
Томас Ърл Робинсън (роден на 17 март 1991 г.) е американски професионален баскетболист, който играе за Конгрехерос де Сантурче от порториканската национална баскетболна лига Baloncesto Superior Nacional (BSN). Като част от общоамериканският колежански отбор наУниверситета в Канзас, Робинсън е привлечен от НБА под номер пет 2012 г. от Сакраменто Кингс .

## Гимназиална кариера
Робинсън играе баскетбол в гимназията в Академията на Брюстър в Улфеборо, Ню Хемпшир . ТамРобинсън отбелязва средно 16 точки, 13 борби и 5 блокади на мач през последната си година.
Робинсън е класиран под номер 24 за новобранци от Scout.com, № 31 от Rivals.com  и № 40 от ESPN.com като абитуриент.

## Колежанска кариера
Робинсън започва юножеската си година и баскетболния сезон в колежа за мъже през 2011 – 2012 като един от 50 кандидати за предсезонната награда Джон Р. Уудън. Заедно със старши съотборника си Тайшаун Тейлър, се очаквало Робинсън да стане един от лидерите на отбора в Канзас.
На 31 декември 2011 г. в мач срещу Университета на Северна Дакота Робинсън вкарва 30 точки и печели 21 борби. Той е първият играч на Канзас, който записва представяне от 30/20, откакто Уейн Хайтауър вкарва 36 точки и взема 21 борби в мач през 1961 г. срещу Университета на Мисури. В края на редовния сезон на конференцията Big 12 Робинсън е втори в страната с 22 двойни двойки зад О.Д. Аносике от Сиена Колидж. В този момент Робинсън отбелязва средно по 18 точки и 11.9 борби.
Преди мача си на 22 януари 2011 г., срещу Тексас, играчите, треньорите и феновете на Канзас запазват минута мълчание в чест на Робинсън, който губи подред баба си, дядо и майка си в рамките на три седмици. След мача треньорът на Канзас Бил Селф казва „За него дори да е там на игрището беше забележително“. 
На 4 март 2012 г. Робинсън е влиза в Топ 12 играчи годината за 2012 г. Всички номинации и награди в калсацията се определят от главните треньори на лигата. На 5 март 2012 г. той е обявен за номер едно на Асошиейтед прес от 12-те играчи за годината.
На 9 април 2012 г. Робинсън решава да се откаже от сезона за мъже и обявява оттеглянето си от НБА за 2012 г. 

## Професионална кариера

### Сакраменто Кингс (2012 – 2013)
На 28 юни 2012 г. Робинсън е привлечен на пето място от НБА за 2012 г. от Сакраменто Кингс. На 7 ноември 2012 г., в четвъртата четвърт на мач срещу Детройт Пистънс, Робинсън удря с лакът Йонас Джеребко в гърлото и е изгонен от играта. На следващия ден той бива отстранен за два мача. 

### Хюстън Рокетс (2013)
На 21 февруари 2013 г. Робинсън е даден под наем заедно с Франсиско Гарсия и Тайлър Хоникът на Хюстън Рокетс в замяна на Патрик Патерсън, Тони Дъглас и Коул Олдрич и парични средства.  Кралете се отказват от Робинсън след появата на братовчедите ДеМаркъс, чиято роля в предни позиции е изместена в средата. Това се случва в средата на новобранския му сезон, когато отива при Ракетите. 

### Портланд Трейл Блейзърс (2013 – 2015)
На 10 юли 2013 г. Робинсън е продаден на Портланд Трейл Блейзърс в замяна за права върху Костас Папаниколау и Марко Тодорович, както и два бъдещи избора от втори кръг.  На 23 февруари 2014 г. Робинсън записва 14 точки и 18 рекодрните за кариерата му 18 борби при победа с 108:97 над Минесота Тимбъруулвс. През 2013 – 14 г. той отбелязва средно по 4,8 точки и 4,4 борби в 70 мача.
Сезон 2014 – 15 сварва Робинсън на резервната скамейка, избутан в дъното на класацията в от новата придобивка на отбора и бивш Ол-Старс играч – Крис Каман. Първата реална възможност на Робинсън през сезона идва с контузията на титулярния център Робин Лопес, който чупи дясната си ръка на 15 декември при победа над Сан Антонио Спърс. Робинсън прави дебюта си в НБА през следващия мач на отбора, местното дерби на 17 декември срещу Милуоки Бъкс. Събира 15 точки и 16 борби, за да помогне на Трейл Блейзърс да спечели с 104 – 97. Той става третият играч на Блейзърс, който вкарва поне 15 точки и отбелязва 15 борби при дебюта си; другите двама са Бил Уолтън и Морис Лукас. В следващите мачове Робинсън е партнира Каман като титуляр, играейки солидни последни минути като преден нападател зад ЛаМаркъс Олдридж. 

### Филаделфия 76-ърс (2015)
На 19 февруари 2015 г. Робинсън е даден под наем на Денвър Нъгетс, заедно с Уил Бартън, Виктор Клавър и защитен от изтегляне на първи кръг при обменния сезон през 2016 г., в замяна на Арон Афлало и Алонзо Джи. Три дни по-късно той върнат от Нъгетс, преди да играе мач за тях.
На 24 февруари 2015 г. Робинсън е поискан, след връщанетоо му, от Филаделфия 76-ърс. На следващия ден той дебютира за 76ърс, като записва седем точки и шест борби при загубата им от Милуоки Бъкс с 104 – 88.

### Бруклин Нетс (2015 – 2016)
На 9 юли 2015 г. Робинсън подписва с Бруклин Нетс. Той дебютира за Нетс в първият мач на отбора за сезона срещу Чикаго Булс на 28 октомври, като записва четири точки и пет борби, след като влиза от резервната скамейка, при загубат с 115 – 100. На 5 март 2016 г. той играе най-добрия си мач за сезона с 18 точки и 17 борби за 40 минути като титуляр при загубата с 132 – 118 от Минесота Тимбървулвс. На 29 март той прави едва втория си мач като титуляр за сезона и отново вкарва 18 точки, този път при загубата от Орландо Меджик. На 3 април той записва четвъртия си пореден дабъл-дабъл с 11 точки и 15 борби при загубата с 106 – 87 от Ню Орлиънс Пеликанс.

### Лос Анджелис Лейкърс (2016 – 2017)
На 21 септември 2016 г. Робинсън подписва с Лос Анджелис Лейкърс. На 21 март 2017 г. Робинсън отбелязва най-високите си за сезона 16 точки при загубата с 133 – 109 от Лос Анджелис Клипърс. Той повтаря този резултат на 1 април 2017 г., като записва 16 точки и девет борби при поредната загуба от Клипърс. Ден по-късно Робинсън записва първия си дабъл-дабъл за сезона с 12 точки и 10 борби при победата с 108:103 над Мемфис Гризлис.

### Химки (2017 – 2018)
На 23 септември 2017 г. Робинсън подписва с руския клуб Химки за сезон 2017 – 18.
На 30 август 2018 г. Робинсън подписва с Атланта Хоукс. На 13 октомври 2018 г. Робинсън е върнат от Хоукс.

### Beikong Fly Dragons (2018 – 2019)
На 3 декември 2018 г. Робинсън подписва с китайския клуб Летящите Дракони от Бейконг.

### Мейнските Червени нокти (2019)
На 17 март 2019 г. Мейнслоте Червени нокти от НБА Джи лигата обяват чрез Туитър, че са придобили Робинсън след връщане.

### Химки (2020)
На 6 февруари 2020 г. Робинсън се завръща в бившия си руски клуб Химки от Обединената ВТБ лига и Евролигата, като подписва едномесечен договор с опция за подновяване до края на сезона.  Той отбелязва средно по 4,2 точки и 3,2 борби на мач в четири мача в Евролигата. Робинсън се разделя с отбора на 4 август.

### Бахчешехир Коледжи (2020 – 2021)
На 25 ноември 2020 г. той подписва с Бахчешехир Колежи от турската баскетболна Суперлига (BSL). 

### Cangrejeros de Santurce (2021 – до днес)
На 28 май 2021 г. Конгрехерос де Сантурче обяви, че са добавили Робинсън към своя отбор.

## Личен живот
Томас губи баба си, дядо си и майка си в рамките на три седмици, докато е в колежа. Той има по-малка сестра на име Джейла Парис, която е родена през 2003 г., и по-голям брат на име Джамал Робинсън. 
След смъртта на майката, бабата и дядото на Робинсън, Ангел Морис, майката на близнаците от НБА Маркъс и Маркиф Морис, се грижи както за Томас, така и за по-малката му сестра.   
Робинсън е съосновател на Фондация „Семейството над всичко“ (FOE) заедно с близнаците Морис и тяхната майка.
Робинсън е сгоден за Кай Сайър Крейг, медицинска сестра и известен модел в Инстаграм. Те имат дъщеря на име Рейн Робинсън, която е родена през юни 2017 г. Двамата очакват още едно дете. 